# Aeropuerto de San Sebastián

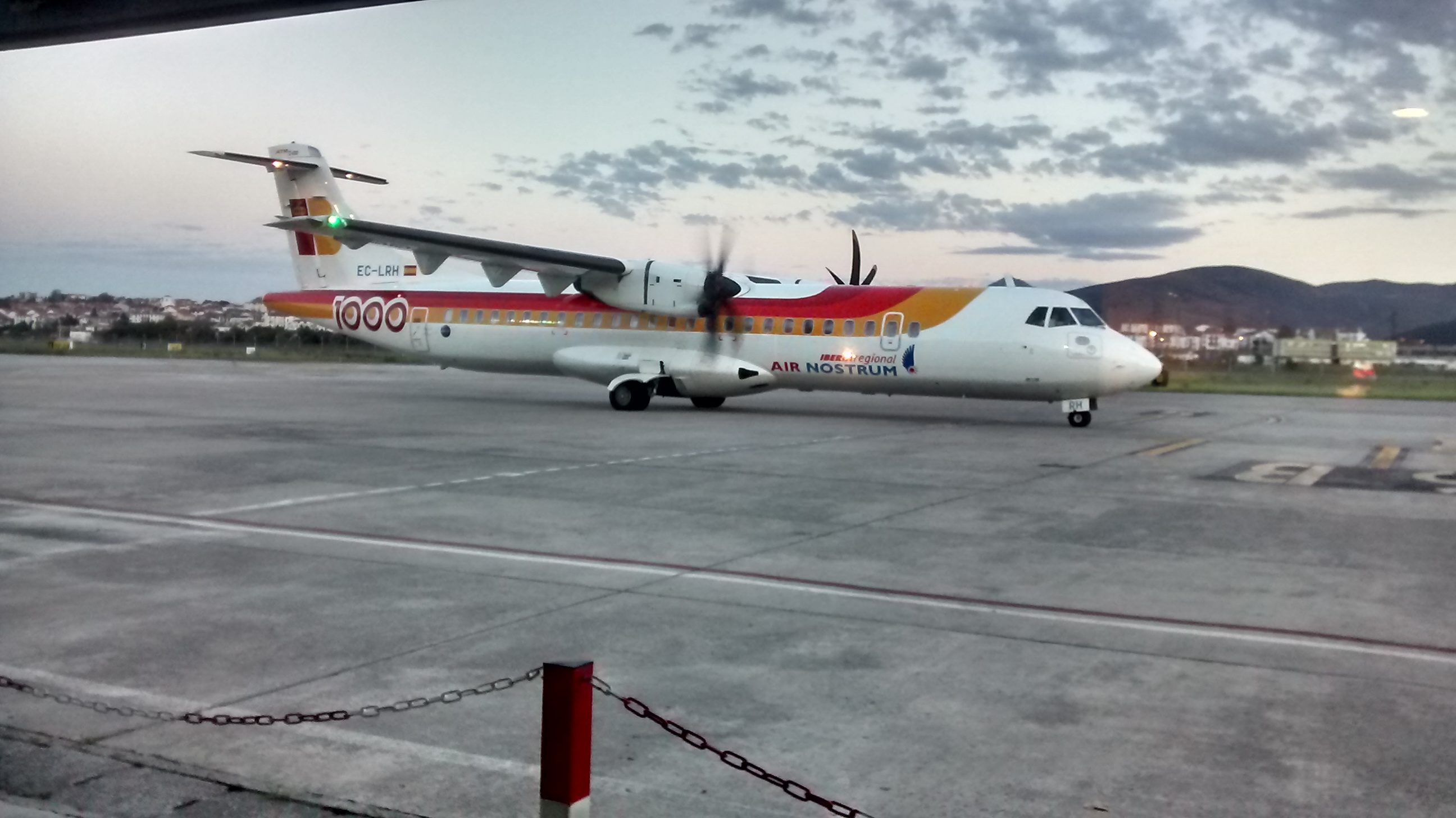
ATR 72-600 de Iberia Regional (Air Nostrum) que cubre la ruta San Sebastián-Madrid.

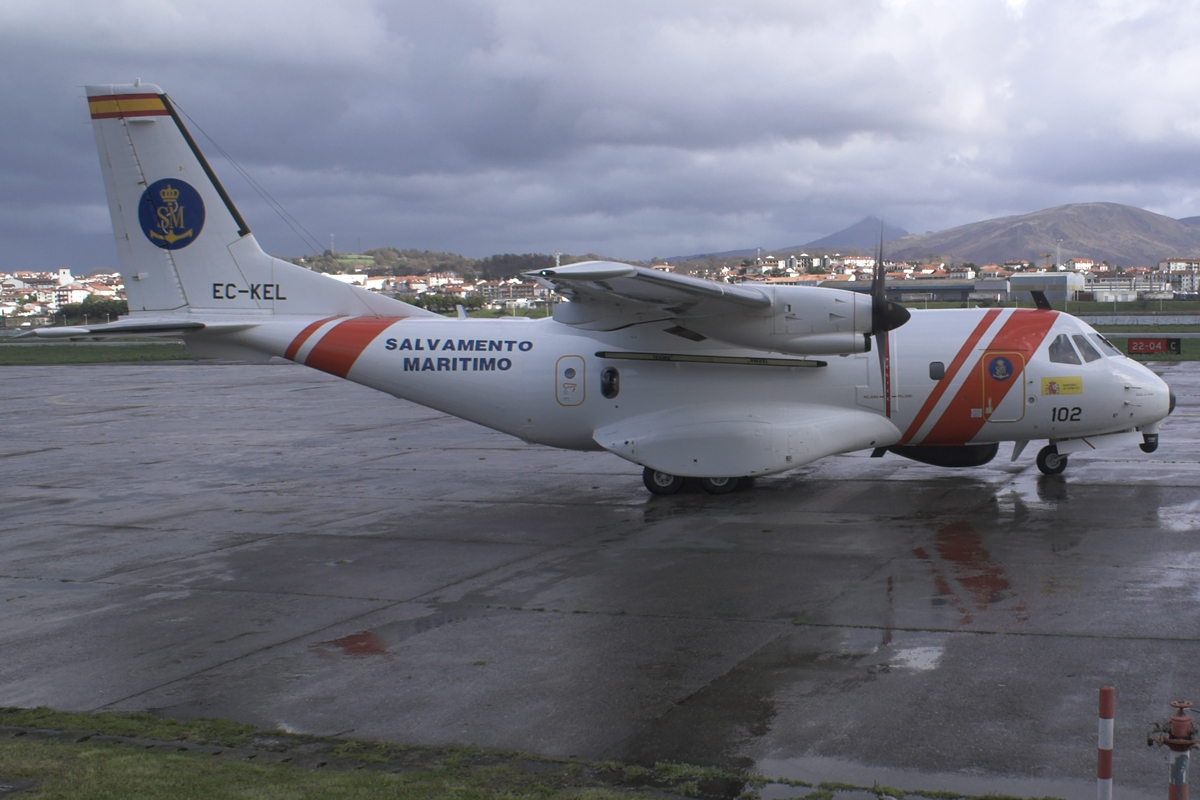
CASA CN-235-300MPA de Salvamento Marítimo en el Aeropuerto de San Sebastián.

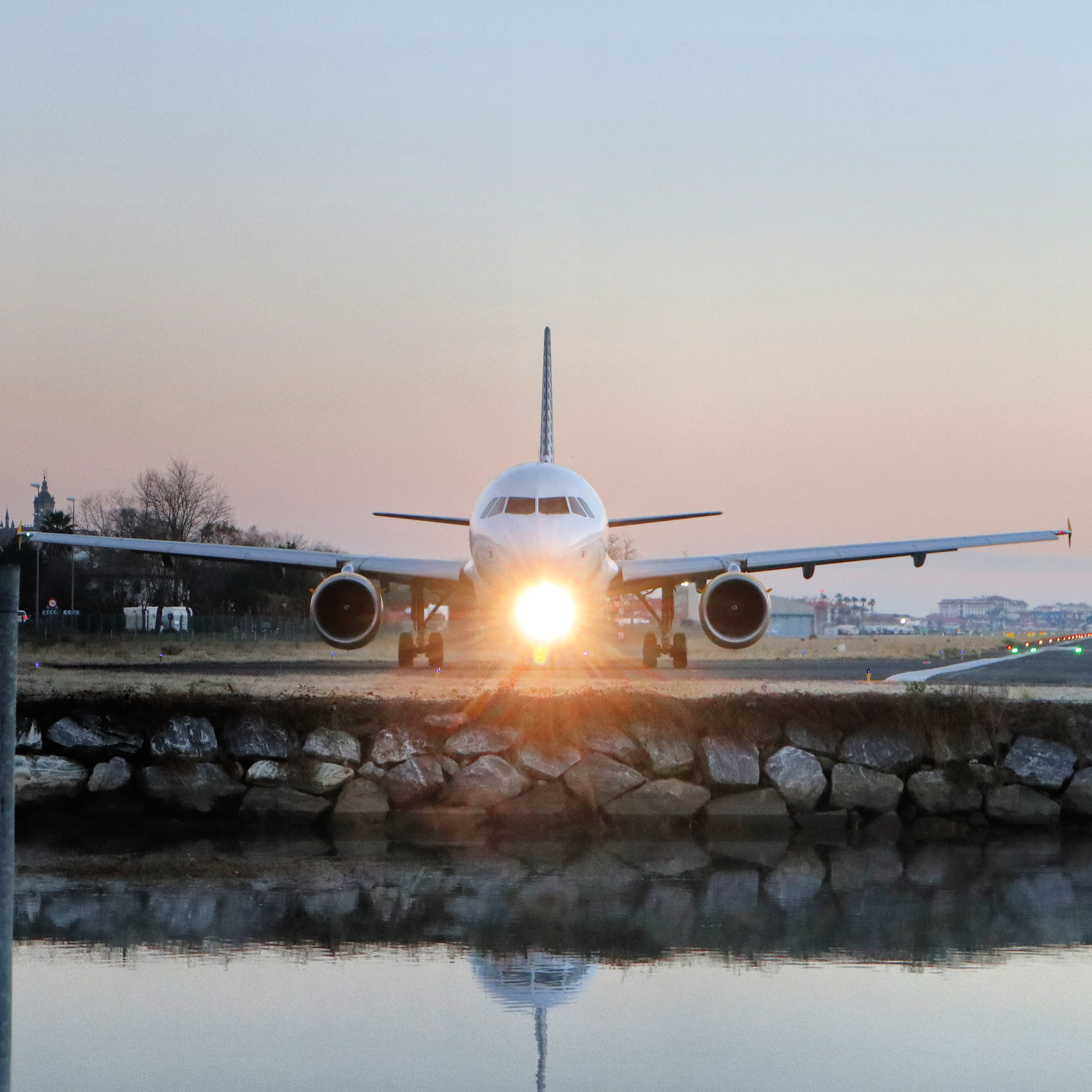
Vueling sobre la cabecera 04 a punto de girar para proceder a la terminal

El aeropuerto de San Sebastián (en euskera: Donostiako aireportua) es un aeropuerto español de Aena situado en el municipio de Fuenterrabía (Guipúzcoa), a 20 kilómetros de la ciudad de San Sebastián, junto a la frontera entre España y Francia. Las compañías Iberia, Air Nostrum (Iberia Regional), Volotea, Vueling, Binter y  British Airways son las líneas aéreas que operan actualmente en San Sebastián de manera regular.

## Historia
El aeropuerto se inauguró el 22 de agosto de 1955 y fue abierto oficialmente al tráfico aéreo tanto nacional como internacional de turismo el 29 de agosto de 1955. La compañía aérea Aviaco fue la primera en operar en el aeropuerto, a partir del 2 de septiembre de 1955. La pista originalmente medía 1200 metros y su orientación era 05/23. Esta orientación obligaba a los aviones a sobrevolar territorio francés, lo que produjo las protestas inmediatas por parte de este gobierno. Por otra parte, la falta de instalaciones del aeropuerto obligó a acondicionar como terminal de pasajeros una fábrica de conservas cercana.
En julio de 1957, el encuentro entre las delegaciones española y francesa culminó en un acuerdo de límites para la explotación del aeropuerto. Este acuerdo, que entró en vigor en junio de 1959, permitió establecer las servidumbres aeronáuticas del aeropuerto pero impuso la prohibición de usar el aeropuerto por parte de los aviones a reacción.
En julio de 1961, se concluyeron las obras de ampliación de la pista, que pasa a tener 1500 metros de longitud desde los 1200 iniciales.
Entre 1964 y 1965, se amplió el aparcamiento de aviones, se construyó la torre de control y el aeropuerto recibió oficialmente el nombre actual (aeropuerto de San Sebastián). En 1967 comenzaron los trabajos para la construcción de la terminal de pasajeros, que se inauguró en 1968. En diciembre de 1969, el aeropuerto se cerró al tráfico para proceder a una nueva prolongación hasta los 1754 metros. Aun así en la prensa de la época hay constantes referencias a las limitaciones del aeropuerto y la necesidad de su ampliación o incluso otra ubicación, para lo cual incluso sectores empresariales guipuzcoanos pagaron en 1972 un estudio que abogó por trasladarlo a Usúrbil.
El 18 de marzo de 1992, España y Francia firmaron un nuevo acuerdo. Con él, se suprimía la prohibición de vuelos de aviones a reacción a la vez que se limitaba el número cotidiano de movimientos, fuera del horario nocturno, a 12 MD-88 y 12 BAE-146.
En julio de 2009 se presentó un nuevo proyecto para ampliar la pista. Permitía la incorporación de franjas de seguridad a cada lado de la pista. Se ampliaría así la pista en 200 metros: 150 hacia Irún y otros 50 hacia el mar, pasando a ser la longitud operativa de 1754 a 1954 metros. Sin embargo, numerosos colectivos se oponen a esta ampliación: de vecinos (que verán cómo el aeropuerto se expande hacia la ciudad, además de las molestias debidas al ruido, entre otros), o Berdeak-Los Verdes, que denuncian que la ampliación se realizará en una zona recuperada con fondos LIFE y que es ZEPA, humedal RAMSAR y pertenece a la red Natura 2000. Por todo ello, el partido Verde propone además la supresión del aeropuerto.
En agosto de 2017, el aeropuerto donostiarra ejecutó las obras por las que tuvo que recortar su pista 300 metros para cumplir la norma de seguridad que impusieron desde Europa e implantando un ranurado especial para facilitar la operatividad de las aeronaves en una pista tan corta, quedando con una pista con las siguientes distancias declaradas:
> LDA (LANDING DISTANCE AVAILABLE) 1.427 metros
> TORA (TakeOff Run Available) 1.591 metros
> TODA (TakeOff Distance Available) 1.754 metros
> ASDA (Accelerate Stop Distance Available) 1.591 metros
Tras este recorte, no obstante, se limita la operatividad de la pista a unos pocos modelos de aeronaves comerciales y por ejemplo el operador principal del aeropuerto (Air Nostrum) que antes podía operar los Bombardier CRJ200 y CRJ900 y los ATR72, en la actualidad solo puede operar el último modelo.
A lo largo de agosto de 2019 Vueling tras ensayar durante una semana las operaciones con el Airbus A320neo anuncia que este modelo de avión podrá ser certificado para operar en los 1754 m de pista de Fuenterrabía. Así el 25 de octubre se anuncia oficialmente que dicho modelo de avión está certificado para sustituir al Airbus A319 cuando sea necesario. Un gran paso para evitar los continuos desvíos a Bilbao que se venían produciendo asiduamente.

## Infraestructuras
- Una pista de aterrizaje de 1.754 x 45 metros de superficie total (incluyendo franjas de seguridad). 1.577 / 1.427 metros superficie útil para despegue y aterrizaje respectivamente.
- Una terminal de pasajeros, con seis mostradores de facturación, seis puertas de embarque, dos hipódromos para recogida de equipajes y uno para equipajes especiales.
- Un aparcamiento para 228 plazas.

## Transporte al aeropuerto
Hay varias maneras de llegar al aeropuerto de Fuenterrabía.
Autobuses:
- Línea E20 de Lurraldebus: Línea que une San Sebastián con el aeropuerto de Fuenterrabía, pasando por los municipios de Pasajes y Rentería. La frecuencia con la que salen desde la Plaza Guipúzcoa de San Sebastián y desde el centro de Fuenterrabía es de 30 minutos de lunes a viernes. Los sábados y domingos mantienen la frecuencia de 30 minutos, pero la línea se convierte en la E27, y pasa también por el municipio de Irún.
- Línea E21 de Lurraldebus: Línea que une San Sebastián con el aeropuerto de Fuenterrabía y esta localidad, vía autopista. En verano no efectúa parada en el aeropuerto. Esta línea sale del centro de San Sebastián, pasa por la estación de tren y de autobuses de la ciudad y el barrio de Riberas de Loyola. En sentido inverso, para en el centro de Fuenterrabía antes de tomar la autopista hacia San Sebastián. La frecuencia con la que salen es de una hora todos los días de la semana.
- Línea E23 de Lurraldebus: Línea que sale del barrio El Antiguo de San Sebastián hacia el aeropuerto de Fuenterrabía vía autopista. Frecuencia de una hora de lunes a viernes. Esta línea solo ofrece este servicio en los dos primeros servicios del día; tras estos dos primeros servicios, la línea pasa a llamarse E28.
- Línea E25 de Lurraldebus: Línea que une el aeropuerto con la ciudad de Irún. Frecuencia de 15 minutos de lunes a viernes y de 20 minutos los sábados y domingos.
- Línea E30 de Lurraldebus: Línea express que opera solamente en verano. Une la estación de tren y de autobuses de San Sebastián con el aeropuerto de Fuenterrabía vía autopista, cada hora todos los días de la semana.
- Línea E77 de Lurraldebus: Une el aeropuerto con San Sebastián por las noches pasando también por los municipios de Irún, Rentería y Pasajes. Los viernes hay hasta la 1:00 cada hora desde Fuenterrabía y hasta la 1:50 desde San Sebastián. Los sábados hay hasta las 5:00 de la mañana cada hora desde Fuenterrabía y hasta las 5:50 de la mañana desde San Sebastián.
- Línea E78 de Lurraldebus: Une la ciudad de Irún con el aeropuerto por las noches los sábados todo el año y viernes de julio, agosto y septiembre. La frecuencia es de 40 minutos, con salidas desde Fuenterrabía e Irún.

### Taxis
En el mismo aeropuerto hay un servicio de taxis en el aparcamiento, mientras que para acudir desde cualquier otra ciudad del territorio guipuzcoano basta con llamar a cualquier compañía de taxis del municipio en cuestión.

### Renfe
En cambio, si se quiere acceder desde o al aeropuerto tomando como referencia municipios del interior de Guipúzcoa, como pueden ser municipios de las comarcas de Tolosaldea o Goyerri, lo más fácil es coger Cercanías Renfe y hacer el transbordo más adecuado tomando luego una de las líneas anteriormente citadas. Para ir o venir del aeropuerto, se deberá hacer el transbordo en Irún, Rentería, Pasajes o San Sebastián, ya que son municipios por donde pasan las líneas de autobús que conectan con el aeropuerto. El transbordo más sencillo es el de San Sebastián, puesto que la parada del bus al aeropuerto está justo enfrente de la estación principal de Cercanías Renfe de la ciudad.

### Euskotren
Por ahora no existe una línea que llegue al aeropuerto, a pesar de que está proyectada en un futuro. En este caso, Euskotren sufre el mismo problema que Cercanías Renfe. Euskotren ofrece a los habitantes de las comarcas de Urola Costa, Bajo Deva y Alto Deva la misma opción que ofrece Renfe a las comarcas de Tolosaldea y Goyerri. Los transbordos a realizar serán los mismos, pudiendo hacerlos en Irún, Rentería, Pasajes y San Sebastián, siendo los más sencillos los de Pasajes e Irún, ya que las estaciones de Euskotren de dichas localidades se encuentran enfrente de la estación donde paran los buses al aeropuerto.

### Vehículo particular
Si se quiere acceder con vehículo particular, se puede tomar la autopista AP-8 y abandonarla en la salida que marque Irún-Fuenterrabía. El aeropuerto dispone de más de 200 plazas de estacionamiento para vehículos particulares.

## Aeronaves utilizadas por cada aerolínea
Binter Canarias: Embraer E-195E2

 British Airways: Embraer E-190 (operado por BA Cityflyer)

 Iberia: Airbus A319, Airbus A320* y Airbus A320neo

 Volotea: Airbus A319 y Airbus A320*

 Vueling: Airbus A319 y Airbus A320neo

* El Airbus A320  opera con limitaciones de peso

## Aerolíneas y destinos

### Novedades en Destinos, Operadores y Operaciones Especiales
| Ciudad de Destino               | Modelo Avión                    | Aerolínea/Operador              | Fecha Inicio / Fin              | Observaciones                   |
| SIN NOVEDADES EN ESTOS MOMENTOS | SIN NOVEDADES EN ESTOS MOMENTOS | SIN NOVEDADES EN ESTOS MOMENTOS | SIN NOVEDADES EN ESTOS MOMENTOS | SIN NOVEDADES EN ESTOS MOMENTOS |
| ------------------------------- | ------------------------------- | ------------------------------- | ------------------------------- | ------------------------------- |

Última actualización: 04/04/2025

### Destinos nacionales
Leyenda: El punto rojo representa al Aeropuerto de San Sebastián, los verdes a los destinos regulares, los azules a los destinos estacionales y los violetas a los nuevos destinos.
| Ciudades            | Nombre del aeropuerto               | Aerolíneas | Operativa         | Frecuencias   |
| ------------------- | ----------------------------------- | ---------- | ----------------- | ------------- |
| Andalucía           |                                     |            |                   |               |
| Málaga              | Málaga-Costa del Sol                | Volotea    | 10-04-25/23-10-25 | L M X J V S D |
| Sevilla             | Sevilla-San Pablo                   | Volotea    | Year round        | L MX J V S D  |
| Islas Baleares      |                                     |            |                   |               |
| Menorca             | Aeropuerto de Menorca               | Volotea    | 31-05-25/11-10-25 | L M X J V S D |
| Palma de Mallorca   | Palma de Mallorca-Son Sant Joan     | Volotea    | 19-12-24/05-01-25 | L MX J V S D  |
| Islas Canarias      |                                     |            |                   |               |
| Las Palmas          | Gran Canaria-Gando                  | Binter     | Year round        | L MX J V S D  |
| Tenerife            | Tenerife Norte-Ciudad de La Laguna  | Binter     | Year round        | L M X J V S D |
| Cataluña            |                                     |            |                   |               |
| Barcelona           | Josep Tarradellas Barcelona-El Prat | Vueling    | Year round        | L M X J V S D |
| Comunidad de Madrid |                                     |            |                   |               |
| Madrid              | Adolfo Suárez Madrid-Barajas        | Iberia     | Year round        | L M X J V S D |

### Destinos internacionales
Leyenda: El punto rojo corresponde al Aeropuerto de Donostia-San Sebastián, los verdes a los destinos regulares, los azules a los destinos estacionales y los morados a nuevos destinos.

#### Destinos y operativas estacionales (verano/summer 2025)
| Ciudad      | Nombre del aeropuerto              | Aerolíneas   | Operativa           | Frecuencias   |
| ----------- | ---------------------------------- | ------------ | ------------------- | ------------- |
| Reino Unido |                                    |              |                     |               |
| Londres     | Aeropuerto de la Ciudad de Londres | BA Cityflyer | 13-03-25 / 23-10-25 | L M X J V S D |
| Edimburgo   | Aeropuerto de Edimburgo            | BA Cityflyer | 24-05-25 / 29-07-25 | L M X J V S D |

Datos oficiales extraídos de las webs de las aerolíneas

## Estadísticas
|  |

### Datos anuales • Periodo 2015-2024
| 2015         | 255.077 | 3,9 %   | 6.807 | 12,4 % |
| 2016         | 264.422 | 3,7 %   | 6.954 | 2,2 %  |
| 2017         | 281.859 | 6,6 %   | 6.925 | 0,4 %  |
| 2018         | 289.440 | 2,7 %   | 6.415 | 7,4 %  |
| 2019         | 320.440 | 10,7 %  | 6.473 | 0,9 %  |
| 2020         | 83.869  | 73,8 %  | 2.321 | 64,1 % |
| 2021         | 155.329 | 85,2 %  | 3.119 | 34,4 % |
| 2022         | 383.584 | 146,9 % | 5.579 | 78,9 % |
| 2023         | 482.662 | 25,8 %  | 6.155 | 10,4 % |
| 2024         | 474.140 | 1,8 %   | 6.015 | 2,3 %  |
| Fuente: AENA |         |         |       |        |

### Datos mensuales • Año 2025
| Enero        | 27.281  | 4,0% | 339   | 4,8%  |
| Febrero      | 28.604  | 1,8% | 369   | 12,5% |
| Marzo        | 37.394  | 8,4% | 453   | 10,0% |
| Abril        | 39.787  | 8,5% | 492   | 8,2%  |
| Mayo         | 45.940  | 3,2% | 679   | 18,1% |
| Junio        | 48.328  | 6,0% | 765   | 20,5% |
| Julio        | 47.790  | 5,4% | 682   | 6,1%  |
| Agosto       |         |      |       |       |
| Septiembre   |         |      |       |       |
| Octubre      |         |      |       |       |
| Noviembre    |         |      |       |       |
| Diciembre    |         |      |       |       |
| Totales      | 275.124 | 3,5% | 3.779 | 8,4%  |
| Fuente: AENA |         |      |       |       |

## Futuro del aeropuerto

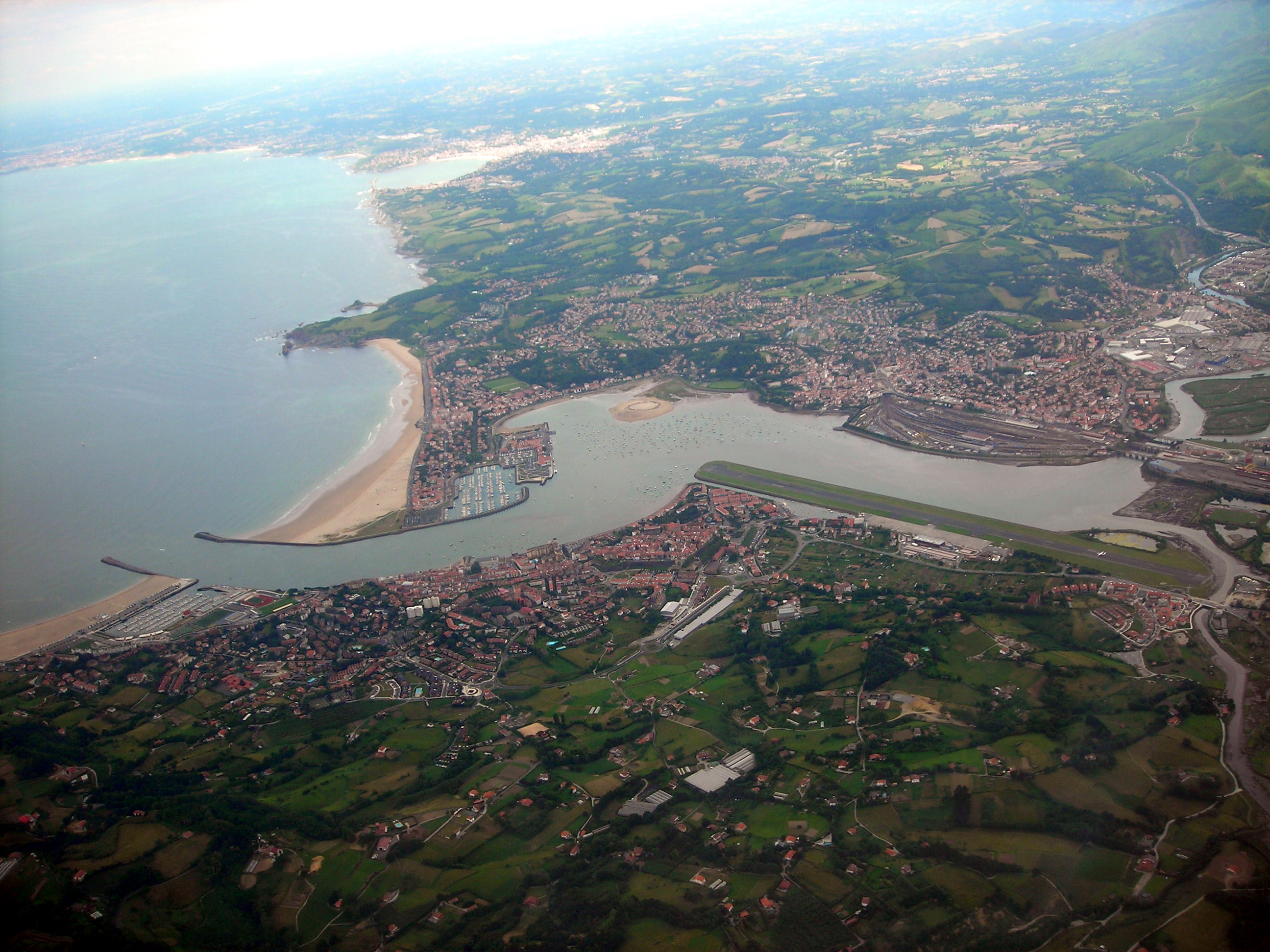
Vista del estuario del Bidasoa, en el que se puede observar la pista del aeropuerto.

Tras finalizar la incertidumbre sobre la implantación de franjas de seguridad y haber quedado reducida la pista, desde Ortzibia (Sociedad Promotora del Aeropuerto de Fuenterrabía - San Sebastián) se fijó el objetivo de mantener la operatividad del aeropuerto, cosa que finalmente se consiguió al 80% al reemplazar la compañía Air Nostrum sus reactores CRJ200 y CRJ900 por los ATR72 en su ruta a Madrid pero con una reducción notable de frecuencias y efectividad ante imprevistos por parte de la Aerolínea. Además se ha conseguido incorporar nuevos operadores como Volotea (operativa estacional) y Vueling con una ruta a Barcelona que auguran un buen futuro a esta infraestructura. El último gran logro ha sido la incorporación de la ansiada ruta a Londres que British Airways que comenzará a operar durante los meses de julio y agosto de 2022 al Aeropuerto de la Ciudad de Londres (London-City) con sus Embraer E-190 dado que ese aeropuerto también tiene muy limitada su operativa por su ubicación en el centro de la ciudad y la longitud de su pista.
Paralelamente, otros proyectos como vuelos con tarifa plana en las rutas de Madrid y Barcelona a través de una incipiente compañía aérea (flyboga) comienzan su andadura
En 2020 Air Nostrum es sustituida por Iberia regresando nuevamente en la línea con Madrid que pasa a ser operada por los Airbus A319 consiguiendo poco a poco cifras de pasajeros cercanas al 2019 con únicamente 2 frecuencias diarias y ganando en rapidez y calidad del servicio.
La previsión para 2022 es trabajar en un aumento de éstas frecuencias con Ibera en A319 y A320neo.
En 2021 se ha dotado al aeropuerto del sistema de aproximación por satélite RNP que conseguirá minimizar los desvíos por causas meteorológicas y mejorará la precisión en la aproximación tanto hacia la cabecera 22 como a la cabecera 04.